# Julie Andem
Julie Annette Rovelstad Andem (Oslo; 4 de julio de 1982) es una guionista, directora de cine y productora noruega de televisión.
Es, entre otras cosas, creadora de la serie adolescente Skam en NRK. Anteriormente ha trabajado en series como Sara, MIA y Jenter. Julie Andem trabaja en la corporación de radiodifusión noruega desde el año 2007.

## Premios
- Gullruten 2016 para la mejor nueva serie, mejor drama de Televisión y la innovación del año.[2]